# ويليام ميسي
ويليام ميسي (بالإنجليزية: William H. Macy)‏ ممثل أمريكي من مواليد 13 مارس 1950، حاصل على جائزة الإيمي 2003 لأفضل ممثل رئيسي في مسلسل قصير أو فيلم عن فيلم الباب للباب، كما حصل بنفس الدور على جائزة أفضل ممثل من نقابة ممثلي الشاشة عام 2003 , ظهر في العديد من الأفلام منها فارغو وسلاح الجو واحد والبلدة الفاضلة والحديقة الجوارسية 3 ووايلد هوغز وفيلم الغرفة.

## أعماله
- كعكة 2015

## روابط خارجية
- ويليام ميسي على موقع IMDb (الإنجليزية)
- ويليام ميسي على موقع روتن توميتوز (الإنجليزية)
- ويليام ميسي على موقع قاعدة بيانات الأفلام العربية
- ويليام ميسي على موقع ألو سيني (الفرنسية)
- ويليام ميسي على موقع تيرنر كلاسيك موفيز (الإنجليزية)
- ويليام ميسي على موقع أول موفي (الإنجليزية)
- ويليام ميسي على موقع بوكس أوفيس موجو (الإنجليزية)
- ويليام ميسي على موقع قاعدة بيانات برودواي على الإنترنت (الإنجليزية)
- ويليام ميسي على موقع قاعدة بيانات برودواي على الإنترنت (الإنجليزية)
- ويليام ميسي على موقع قاعدة بيانات الأفلام السويدية (السويدية)